# Yana Tunyantse
Yana Tunyantse, född 29 oktober 1972, är en kazakisk bågskytt. Hon deltog vid olympiska sommarspelen 1996.